# Verena Mayr

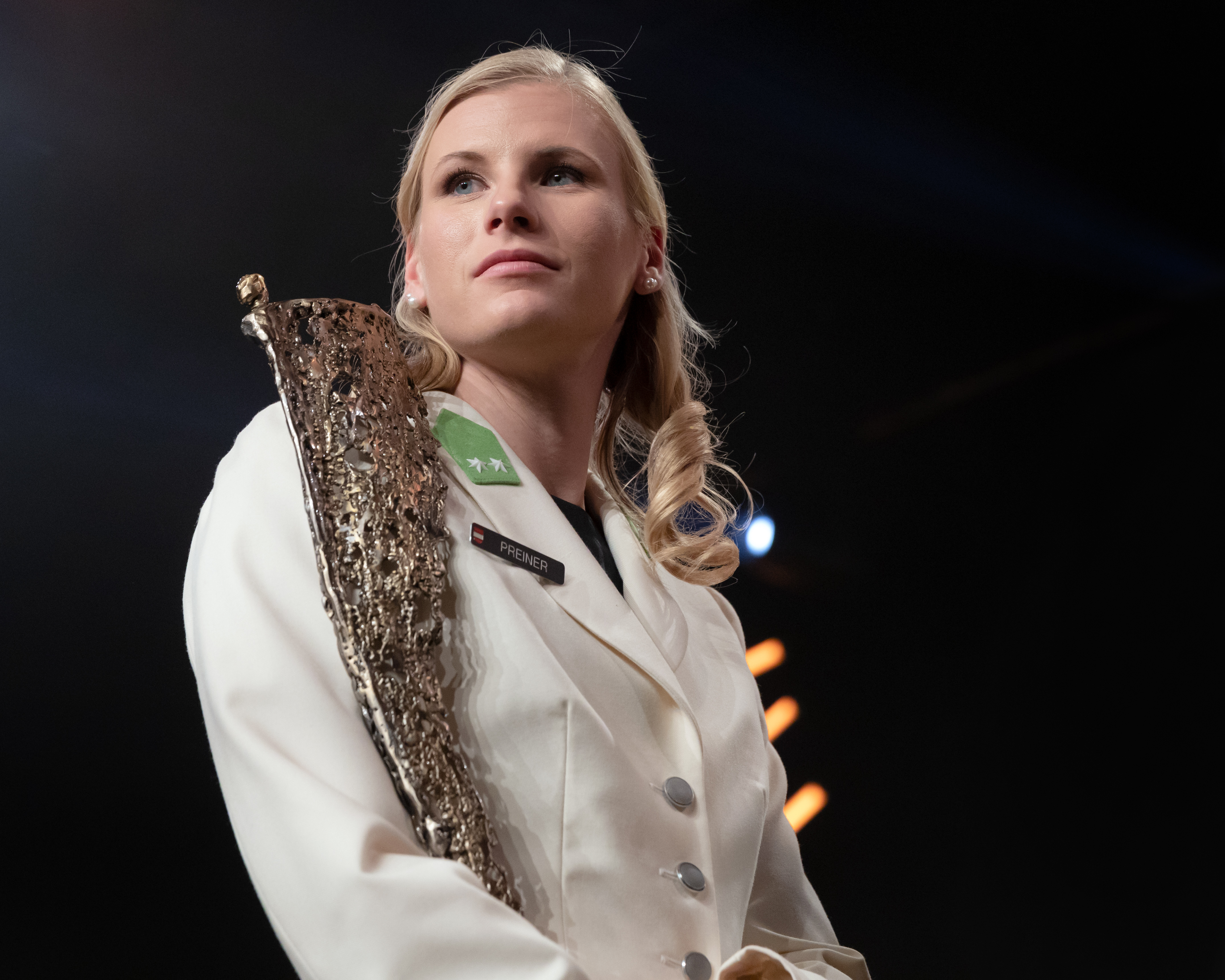
Verena Preiner, reçue comme nouvelle personnalité sportive autrichienne de l'année 2019 au Sankt Marx de Vienne (Autriche). Octobre 2019.

Verena Mayr (née Verena Preiner le 1er février 1995 à Ebensee) est une athlète autrichienne, spécialiste de l'heptathlon.

## Carrière
Elle est septième aux Championnats d'Europe 2016 et est médaillée d'argent aux Championnats d'Europe espoirs 2017. Elle est sixième des Championnats d'Europe en salle 2017 et remporte le titre lors de l'Universiade de 2017.
En 2018 elle améliore son record personnel à l'occasion des championnats d'Europe de Berlin qu'elle termine à la 8e place : 6 337 pts.
En mai 2019 elle remporte le meeting de Ratingen avec un score de 6 591 pts devant sa compatriote Ivona Dadic, à qui elle ravit le record d'Autriche.
En octobre elle prend la 3e place des championnats du monde de Doha.
Elle termine première au classement final de la Coupe du monde des épreuves combinées de 2019.

## Palmarès
| Date | Compétition                           | Lieu                                  | Résultat | Épreuve    | Marque     |
| ---- | ------------------------------------- | ------------------------------------- | -------- | ---------- | ---------- |
| 2011 | Championnats du monde cadets          | Lille                                 | 23e      | Heptathlon | 4 650 pts  |
| 2014 | Championnats du monde juniors         | Eugene                                | 9e       | Heptathlon | 5 530 pts  |
| 2015 | Championnats d'Europe espoirs         | Tallinn                               | 4e       | Heptathlon | 5 840 pts  |
| 2015 | Championnats d'Europe espoirs         | Tallinn                               | finale   | 4 x 400 m  | DQ         |
| 2016 | Championnats d'Europe                 | Amsterdam                             | 7e       | Heptathlon | 6 050 pts  |
| 2017 | Championnats d'Europe en salle        | Belgrade                              | 6e       | Pentathlon | 4 478 pts  |
| 2017 | Championnats d'Europe espoirs         | Bydgoszcz                             | 2e       | Heptathlon | 6 232 pts  |
| 2017 | Championnats du monde                 | Londres                               | —        | Heptathlon | DNF        |
| 2017 | Universiade                           | Taipei                                | 1re      | Heptathlon | 6 224 pts  |
| 2018 | Championnats d'Europe                 | Berlin                                | 8e       | Heptathlon | 6 337 pts  |
| 2019 | Championnats d'Europe en salle        | Glasgow                               | 6e       | Pentathlon | 4 637 pts  |
| 2019 | Mehrkampf-Meeting Ratingen            | Ratingen                              | 1re      | Heptathlon | 6 591 pts  |
| 2019 | Championnats du monde                 | Doha                                  | 3e       | Heptathlon | 6 560 pts  |
| 2019 | Coupe du monde des épreuves combinées | Coupe du monde des épreuves combinées | 1er      | Heptathlon | 19 623 pts |
| 2024 | Championnats du monde en salle        | Glasgow                               | 5e       | Pentathlon | 4 466 pts  |

## Records
| Épreuve           | Performance    | Lieu             | Date           |
| ----------------- | -------------- | ---------------- | -------------- |
| 100 m haies       | 13 s 25        | Doha             | 2 octobre 2019 |
| Saut en hauteur   | 1,80 m         | Ratingen         | 29 juin 2019   |
| Lancer du poids   | 15,07 m        | Maria Enzersdorf | 15 août 2020   |
| 200 m             | 23 s 66        | Sankt Pölten     | 26 mai 2016    |
| Saut en longueur  | 6,36 m         | Doha             | 3 octobre 2019 |
| Lancer du javelot | 49,58 m        | Ratingen         | 30 juin 2019   |
| 800 m             | 2 min 07 s 74  | Ratingen         | 30 juin 2019   |
| Heptathlon        | 6 591 pts (NR) | Ratingen         | 30 juin 2019   |

| Épreuve          | Performance   | Lieu    | Date           |
| ---------------- | ------------- | ------- | -------------- |
| 60 m haies       | 8 s 38        | Glasgow | 1er mars 2019  |
| Saut en hauteur  | 1,75 m        | Glasgow | 1er mars 2019  |
| Lancer du poids  | 14,90 m       | Linz    | 8 février 2020 |
| Saut en longueur | 6,21 m        | Linz    | 8 février 2020 |
| 800 m            | 2 min 09 s 45 | Linz    | 3 février 2019 |
| Pentathlon       | 4 637 pts     | Glasgow | 1er mars 2019  |